# فاطمه فضل مروزی
فاطمه بنت فضل مروزی با کنیهٔ ام‌الفتوح (۱۰۹۳، مرو–۱۱۶۱م، بخارا) (نسب: فاطمه بنت ابی‌عمرو فضل بن احمد، کاکوی مروزی) محدث خراسانی ایرانی در نیمهٔ اول سدهٔ ششم هجری بود. سمعانی او را «زنی نیک‌رفتار، بسیار خیررسان، پاکدامن» وصف کرده و از وی حدیث فراگرفته است.